# Breviguina pumila
Breviguina pumila är en insektsart som beskrevs av Young 1986. Breviguina pumila ingår i släktet Breviguina och familjen dvärgstritar. Inga underarter finns listade i Catalogue of Life.